# 施春宏
施春宏（1967年—），安徽青阳人，享受国务院政府特殊津贴专家，北京语言大学教授。

## 生平
1993年本科毕业于安徽师范大学，1996年于中国社会科学院获硕士学位，同年进入外文出版社工作。2003年于北京大学获博士学位，同年入职北京语言大学。现任北京语言大学二级教授、梧桐领军教授，《语言教学与研究》主编。

## 学术贡献
主要从事汉语语言学、理论语言学和应用语言学研究工作。主持国家社会科学基金重大项目、教育部“新世纪优秀人才支持计划”项目等多项，发表论文140余篇。研究成果曾获北京市哲学社会科学优秀成果奖一等奖。

## 著作
- 《语言在交际中规范》（2005年，中国经济出版社）
- 《汉语动结式的句法语义研究》（2008年，北京语言大学出版社）
- 《作为第二语言的汉语概说》（2009年，北京大学出版社）
- 《汉语基本知识（语法篇）》（2011年，北京语言大学出版社）
- 《词义结构和词语调节的认知研究》（2015年，北京语言大学出版社）
- 《汉语构式的二语习得研究》（2017年，商务印书馆）
- 《形式和意义互动的句式系统研究——互动构式语法探索》（2018年，商务印书馆）
- 《汉语纲要》（上下册）（2018年，北京语言大学出版社）
- 《语言规范理论探索》（2021年，北京语言大学出版）
- 《汉语教学理论探索》（2021年，商务印书馆）
- 《语言就是生活》（2022年，商务印书馆）